# Aurēlija Anužīte-Lauciņa
Aurēlija Anužīte-Lauciņa (născută Aurelija Zuperskaitė, în lituaniană Aurelija Anužytė-Laucinia; n. 10 august 1972, Panevėžys, RSS Lituaniană, URSS) este o actriță de teatru și film și prezentatoare TV letonă de origine lituaniană.

## Biografie
S-a născut în orașul lituanian Panevėžys, în familia inginerului Silvijaus Zuperskas și al soției sale, Audronė Anužytė. Este nepoata actorului Vytautas Anužis. A absolvit Liceul 1 Seral din Panevėžys (1990) și a studiat apoi la Facultatea de Teatru a Conservatorului din Lituania (1990–1991) și mai târziu la secția de teatru și cinema a Academiei Letone de Cultură (1993-1997).
A debutat în 1992 în rolul principal din filmul de acțiune leton Zirneklis, regizat de Vasili Mass, și a interpretat apoi un rol în De Granšānu ģimenes noslēpumi (1992). S-a stabilit în Letonia la începutul anilor 1990 și a învățat limba letonă. După încheierea studiilor, în anul 1997, a devenit actriță a Teatrului Nou din Riga, dar s-a retras din activitatea de actriță în anul 2001. A continuat totuși să apară în mai multe filme letone: Vecās pagastmājas mistērija (2000), Rugtais vins (2007), Homo novus (2018), precum și în serialele TV Neprāta cena (2006–2009), Saldā indes garša (2001) și Sarkanais mežs (2019).
Aurēlija Anužīte a primit cetățenia Letoniei în iunie 2003, în urma unei hotărâri a Seimului, fără a renunța însă la cetățenia Lituaniei, pentru a nu pierde legătura cu țara natală, unde locuiau părinții ei. Acordarea cetățeniei Letoniei era o excepție, iar Aurēlija Anužīte a fost doar a patra persoană care a primit cetățenia Letoniei de la proclamarea independenței acestei țări, luându-se în considerare că era o personalitate culturală cunoscută a Letoniei, că studiase în această țară și că vorbea impecabil limba letonă.

## Viața personală
S-a căsătorit mai întâi cu actorul leton Ivars Kalniņš, pe care l-a cunoscut pe platoul de filmare de la De Granšānu ģimenes noslēpumi (1992) și cu care a avut un fiu: Mikus (născut în 1994). Căsătoria lor s-a încheiat în anul 1999 prin divorț. Aurēlija Anužīte s-a căsătorit în anul 2005 cu omul de afaceri Andris Lauciņš, președintele Consiliului de Administrație al Consiliului Investitorilor Străini din Letonia (FICIL), cu care are cinci copii: Agate, Jāzeps, Marija, Alberts și Teodors. A renunțat să mai apară în filme în ultimii ani, susținând spectacole la Biserica Luterană din Riga și ocupându-se de creșterea copiilor.

## Activitatea teatrală (selecție)
- 1997 — Pescărușul de Anton Cehov — Nina Zarecinaia
- 1997 — Domnișoara Christina de Mircea Eliade — Christina
- 1998 — Aventurile lui Buratino (după o poveste de A.N. Tolstoi) — Malvina
- 1998 — Skroderdienas Silmačos de Rūdolfs Blaumanis — Pindacīša
- 1998 — Arcadia de Tom Stoppard — Chloe Coverly
- 1998 — Omul cel bun din Seciuan de Bertolt Brecht — Shen Te

## Filmografie
- 1992 — Zirneklis — Vita
- 1992 — De Granšānu ģimenes noslēpumi — Polīna
- 1993 — I uvidel vo sne
- 1996 — Jomfruene i Riga — Inara
- 1998 — Țvetî ot pobeditelei — Olia
- 2000 — Vecās pagastmājas mistērija — Magda
- 2001 — Likimo valsas — Kristina
- 2004 — Krasnaia kapella — Emma, soția lui Leon Großvogel
- 2005 — Archangel — Olga
- 2006 — Neprāta cena — Anna
- 2007 — Midsummer Madness — Nataša
- 2007 — Rugtais vins — Anna
- 2018 — Homo novus — doamna Dagis